# Léopold de Hesse-Hombourg
Léopold Victor Frédéric de Hesse-Hombourg (* 10 février 1787 à Hombourg ; † 2 mai 1813 à Großgörschen) est un prince de Hesse-Hombourg.

## Biographie
Léopold est le plus jeune fils du landgrave Frédéric V de Hesse-Hombourg (1748-1820) de son mariage avec Caroline (1746-1821), fille du landgrave Louis IX de Hesse-Darmstadt.
Léopold est tué à la tête de la garde de la Prusse, à la Bataille de Lützen (1813). À l'Endroit où il est mort, sa sœur érige un monument en fonte, avec la simple Inscription: "Ici est tombé le prince Léopold de Hesse-Hombourg.' Le 2 mai 1813.“
Les cinq frères de Léopold se sont battus contre Napoléon, ce qui lui fait dire " Partout je trouve un Hombourg!"

## Sources
- Le Prince Léopold Victor Frédéric. Dans: Johann Isaac de Gerning: La vallée de la Lahn et de la Main-Quartiers de Embs à Francfort. Wiesbaden, 1821, P. 173 f.
- Catalogue de l'exposition: La mort du Prince: Léopold ier de Hesse-Homburg 1813 et 1913. Imhof, de Petersberg, 2013,  (ISBN 978-3-86568-900-9).